# 80e régiment d'infanterie territoriale
Le 80e régiment d'infanterie territoriale est un régiment d'infanterie de l'armée de terre française qui a participé à la Première Guerre mondiale.

## Création et différentes dénominations
Le régiment reçoit son numéro par décret du 19 mars 1875, en prévision de la mobilisation.
Constitué en 1914 à Saint-Lô.

## Chefs de corps
- Lieutenant-colonel Armand Buissot, tué au feu le 10 novembre 1914 aux combats de Bixschootte (Flandre-Occidentale), officier de la Légion d'honneur.

## Historique des garnisons, combats et batailles du80eRIT

### Première Guerre mondiale

#### Affectations
- 87e Division d'Infanterie Territoriale d'août 1914 à juin 1916.

## Drapeau
Il porte, cousues en lettres d'or dans ses plis, les inscriptions suivantes :
- L'Yser 1914
- Ypres 1914

## Personnages célèbres ayant servi au80eRIT
- Gaston-Maxime Gouté (1877-1957), poète et chansonnier.
- Le futur Académicien français Louis Gillet servit comme capitaine au 80e RIT de 1914 à 1916.